# Ilha Verde
Ilha Verde es una parte constituyente de la Península de Macao, perteneciente a la  Región Administrativa Especial de Macao (RAEM) de la República Popular China. Está situada en el Puerto Interior, en la parte noroccidental de la Península de Macao y administrativamente pertenece a la Freguesia de Nossa Senhora de Fátima. Tiene un terreno relativamente accidentado y su centro está dominado por la Colina de la Ilha Verde, de 57 metros de altura.
Utilizando términos geográficos correctos, ahora es una península, pero su nombre histórico, Ilha Verde (Isla Verde), se ha mantenido y actualmente sigue siendo el nombre oficial de esta región.

## Historia
En el pasado, Ilha Verde era en realidad una pequeña isla de granito y fue ocupada por primera vez por los jesuitas a principios del siglo XVII, que ya se habían establecido en el puesto comercial portugués de Macao en el siglo XVI. En aquella época, esta isla estaba cubierta por un bosque del que derivaron los nombres chinos de Qing Zhou (Oasis Verde) o Lok Dao (Isla Verde), y más tarde el nombre portugués de "Ilha Verde" (Isla Verde).  En 1603-1604, los jesuitas, dirigidos por Alessandro Valignano, ocuparon esta isla, que entonces también se llamaba Isla de los Diablos, para asegurarse de que los chinos no la ocuparan. En 1624, con la autorización de las autoridades chinas, los jesuitas comenzaron a construir capillas, conventos y casas de recreo y retiro en esta isla, convirtiéndola en un lugar de retiro y descanso para los misioneros y estudiantes del Colégio de S. Paulo.
Tras la expulsión de los jesuitas de Macao en 1762, Ilha Verde pasó a manos privadas. En 1828, el futuro obispo de Macao Nicolau Rodrigues Pereira de Borja, en su calidad de superior del Seminário de São José, compró la isla por 2000 patacas. En 1833, se construyeron en la isla una casa, una capilla y un muro. En 1865, el Gobierno de Macao construyó el Fuerte de Ilha Verde. En 1872, se construyó una nueva capilla, esta vez dedicada a San Antonio de Lisboa. En 1873, el gobierno de Macao impugnó en vano el derecho del Seminario de San José a la posesión de Ilha Verde. En 1886, el Seminario de San José arrendó parte de la isla a la Green Island Cement Company Limited, que abrió una fábrica de cemento en la isla y que en 1925 fue trasladada a Hong Kong. Aprovechando las casas abandonadas por la cementera, el obispo de Macao Paulo José Tavares (1961-1973) las amplió y las convirtió en  casa de retiro. En 2009, la diócesis de Macao inició la construcción del nuevo campus de la Universidade de São José en sus terrenos de Ilha Verde, en un área de 1,5 hectáreas.
En 1890, el gobierno de Macao inició las obras de un  vertedero marítimo para conectar Ilha Verde a la Península de Macao, creando un istmo correspondiente a la "Avenida do Conselheiro Borja". Ese mismo año comenzó oficialmente la ocupación portuguesa de Ilha Verde. Desde 1923 hasta 1936, esta isla, situada a un kilómetro al oeste de la península, fue completamente absorbida por la península de Macao debido a sucesivos rellenos, pasando a formar parte de esta última.
Debido a su proximidad a China continental, la administración portuguesa de Macao mantuvo Ilha Verde en zona militar restringida durante muchos años, evitando así la urbanización de gran parte de la isla. Antes de la desmilitarización portuguesa de Macao (1975), había un cuartel en funcionamiento y varias casamatas y trincheras diseminadas por la isla. A pesar del levantamiento de las restricciones y de algunas iniciativas privadas y públicas para desarrollar Ilha Verde, esta parte de la ciudad sigue caracterizándose por la infrautilización del suelo y la decadencia urbana, causada en parte por la existencia de edificios en ruinas, talleres, almacenes, chatarrerías, naves industriales (varias de ellas desocupadas), un depósito de combustible, una estación depuradora de aguas residuales, un matadero, un Transmac, un muelle de la Autoridad Portuaria y el Parque Industrial Transfronterizo. Hasta 2011, en esta zona también había un barrio de chabolas, que fue demolido. Ese mismo año, el gobierno de Macao diseñó un plan urbanístico para revitalizar Ilha Verde mediante la construcción de más viviendas sociales, zonas verdes y equipamientos sociales como escuelas, un centro de servicios comunitarios, un parque de bomberos y una comisaría de policía. 

## Patrimonio
La colina de Ilha Verde, que aún hoy conserva su frondosa vegetación, está incluida en la lista de lugares clasificados por el Gobierno de Macao. Junto a la colina, hay un monasterio o convento en ruinas y sin uso, de origen desconocido. Algunos especulan que el edificio, de estilo arquitectónico colonial portugués, fue construido en 1828, mientras que otros afirman que "puede ser lo que queda de la presencia jesuita en Ilha Verde. [...] Algunos documentos afirman que, en la década de 1950, el convento, ahora en ruinas, era propiedad del Seminario de San José, que lo arrendó, en parte, al Gobierno Colonial.  Según fuentes gubernamentales que datan de 2010, la parcela que abarca el monasterio y parte de la colina fue vendida a una entidad privada hace décadas.  El plan urbanístico de Ilha Verde de 2011 también preveía la preservación de la colina y la restauración del monasterio.